# آرتور راسی‌زاده
آرتور راسی‌زاده (به ترکی آذربایجانی: Artur Tahir oğlu Rasizadə) در ۲۶ فوریه سال ۱۹۳۵ در شهر گنجه به دنیا آمد. در سال ۱۹۵۷ به عنوان مهندس ابتدا در صنایع انستیتو و سپس در صنایع تولید ماشین آلات نفتی مشغول به کار شد. از سال ۱۹۹۶ به عنوان معاون اول نخست‌وزیر و از سال ۳۱ اکتبر ۲۰۰۳ تا ۲۱ آوریل سال ۲۰۱۸ به عنوان نخست‌وزیر در جمهوری آذربایجان مشغول به کار است.
در ۲۳ فوریه ۲۰۰۵ میلادی از طرف رئیس‌جمهور جمهوری آذربایجان با نشان استقلال از وی تقدیر شد.